# Perșotravneve, Rozdilna
Perșotravneve (în ucraineană Першотравневе) este un sat în comunei Novoborîsivka din raionul Rozdilna, regiunea Odesa, Ucraina.

## Demografie
Componența lingvistică a localității Perșotravneve
     Ucraineană (63,04%)
     Rusă (22,78%)
     Bulgară (8,35%)
     Română (5,06%)
Conform recensământului din 2001, majoritatea populației localității Perșotravneve era vorbitoare de ucraineană (63,04%), existând în minoritate și vorbitori de rusă (22,78%), bulgară (8,35%) și română (5,06%).